# پرئوبراژنسکویه (آدیغیه)
پرئوبراژنسکویه (به لاتین: Preobrazhenskoye) یک منطقهٔ مسکونی در روسیه است که در شهرستان کراسنوگواردیسکی، آدیغیه واقع شده‌است.